# Schachbundesliga 1992/93 (Frauen)
Die Saison 1992/93 war die zweite Spielzeit der Schachbundesliga der Frauen. Aus der 2. Bundesliga waren die Elberfelder Schachgesellschaft 1851, der USV Potsdam und Metall Gera aufgestiegen. Während Elberfeld auf Anhieb deutscher Meister wurde, mussten die Mitaufsteiger direkt wieder absteigen, ebenso der TSV Schott Mainz. Zu den gemeldeten Mannschaftskadern der teilnehmenden Vereine siehe Mannschaftskader der deutschen Schachbundesliga 1992/93 (Frauen).

## Abschlusstabelle
|     | Verein                                  | Sp | G | U | V | MP    | Brett-P.  |
| --- | --------------------------------------- | -- | - | - | - | ----- | --------- |
| 1.  | Elberfelder Schachgesellschaft 1851 (N) | 11 | 9 | 0 | 2 | 18:4  | 44,0:22,0 |
| 2.  | Hamburger SK                            | 11 | 8 | 0 | 3 | 16:6  | 40,5:25,5 |
| 3.  | Rotation Berlin                         | 11 | 7 | 1 | 3 | 15:7  | 37,0:29,0 |
| 4.  | SC 1903 Weimar                          | 11 | 6 | 2 | 3 | 14:8  | 35,5:30,5 |
| 5.  | Krefelder Schachklub Turm 1851          | 11 | 6 | 2 | 3 | 14:8  | 34,5:31,5 |
| 6.  | Post SV Dresden                         | 11 | 5 | 2 | 4 | 12:10 | 35,5:30,5 |
| 7.  | VdS Buna Halle                          | 11 | 6 | 0 | 5 | 12:10 | 31,5:34,5 |
| 8.  | SV 1920 Hofheim                         | 11 | 5 | 0 | 6 | 10:12 | 31,5:34,5 |
| 9.  | Spielvereinigung Leipzig 1899           | 11 | 4 | 1 | 6 | 9:13  | 28,5:37,5 |
| 10. | TSV Schott Mainz                        | 11 | 1 | 2 | 8 | 4:18  | 28,0:38,0 |
| 11. | USV Potsdam (N)                         | 11 | 1 | 2 | 8 | 4:18  | 27,0:39,0 |
| 12. | Metall Gera (N)                         | 11 | 1 | 2 | 8 | 4:18  | 22,5:43,5 |

## Entscheidungen
|     | Deutscher Meister: Elberfelder Schachgesellschaft 1851                              |
|     | Abstieg in die 2. Bundesliga der Frauen: TSV Schott Mainz, USV Potsdam, Metall Gera |
| (N) | Aufsteiger der letzten Saison                                                       |

## Kreuztabelle
| Ergebnisse | Ergebnisse                          | 1. | 2. | 3. | 4. | 5. | 6. | 7. | 8. | 9. | 10. | 11. | 12. |
| ---------- | ----------------------------------- | -- | -- | -- | -- | -- | -- | -- | -- | -- | --- | --- | --- |
| 1.         | Elberfelder Schachgesellschaft 1851 |    | 3½ | 2½ | 4  | 4  | 4½ | 4  | 2½ | 5½ | 4   | 5   | 4½  |
| 2.         | Hamburger SK                        | 2½ |    | 4  | 1½ | 5½ | 1  | 5½ | 3½ | 4½ | 4   | 4   | 4½  |
| 3.         | Rotation Berlin                     | 3½ | 2  |    | 3½ | 2  | 4  | 4  | 2½ | 4½ | 3   | 3½  | 4½  |
| 4.         | SC 1903 Weimar                      | 2  | 4½ | 2½ |    | 3  | 3  | 4  | 3½ | 4  | 1   | 3½  | 4½  |
| 5.         | Krefelder Schachklub Turm 1851      | 2  | ½  | 4  | 3  |    | 3  | 4  | 4  | 1½ | 5   | 3½  | 4   |
| 6.         | Post SV Dresden                     | 1½ | 5  | 2  | 3  | 3  |    | 2½ | 2  | 4  | 4   | 4   | 4½  |
| 7.         | VdS Buna Halle                      | 2  | ½  | 2  | 2  | 2  | 3½ |    | 4½ | 3½ | 3½  | 3½  | 4½  |
| 8.         | SV 1920 Hofheim                     | 3½ | 2½ | 3½ | 2½ | 2  | 4  | 1½ |    | 2½ | 3½  | 3½  | 2½  |
| 9.         | Spielvereinigung Leipzig 1899       | ½  | 1½ | 1½ | 2  | 4½ | 2  | 2½ | 3½ |    | 3½  | 3   | 4   |
| 10.        | TSV Schott Mainz                    | 2  | 2  | 3  | 5  | 1  | 2  | 2½ | 2½ | 2½ |     | 2½  | 3   |
| 11.        | USV Potsdam                         | 1  | 2  | 2½ | 2½ | 2½ | 2  | 2½ | 2½ | 3  | 3½  |     | 3   |
| 12.        | Metall Gera                         | 1½ | 1½ | 1½ | 1½ | 2  | 1½ | 1½ | 3½ | 2  | 3   | 3   |     |

## Die Meistermannschaft
| 1.            | Elberfelder Schachgesellschaft 1851 |
| Schachfiguren | Barbara Hund, Gisela Fischdick, Jordanka Mičić, Jana Hájková-Mašková, Elfi Janus, Andrea Voss, Gerda Straesser, Sandra Seidel, Helga Luft. |